# Pucioasa-Sat, Dâmbovița
Pucioasa-Sat este o localitate componentă a orașului Pucioasa din județul Dâmbovița, Muntenia, România.